# 因代 (澳大利亞國會選區)
因代選區（英語：Division of Indi），是澳大利亞維多利亞州的下議院選區，位於該州北部。面積28,008平方公里。
選區始於1900年，是原始的七十五個國會選區之一。選區名是澳大利亞原住民對墨累河的稱呼。本區在1931年前工黨和右翼政黨的競爭選區，此後是國家黨和自由黨及兩黨的前身競爭的選區。2001年起當區議員是自由黨的蘇菲·米拉貝拉。